# Hozan Dedo
Hozan Dedo (auf Türkisch Ozan Dedo) ist ein in der Schweiz ansässiger kurdischer Musiker.
Dedo spielt Saz und singt dazu Lieder aus dem Leben. Seine Musikvideos dreht er in Kurdistan und in der Schweiz. Seine Songs sind im Radio Dengê Kurdistanê zu hören, in der Türkei ist er eine Person des öffentlichen Lebens. Sein Edis bese deng min nekin von 2014 ist die Titelmelodie des 2016 veröffentlichten Dokumentarfilms Be aware and share.

## Lieder (Auswahl)
- Edis bese deng min nekin (2014)
- Tuçu tene mam (2015)
- Disa eze te bir bikim - Yine'de seni unuturum